# Raffaele Fulgosio
Raffaele Fulgosio (Piacenza, 1367 – Padova, 12 settembre 1427) è stato un giurista italiano.

## Biografia

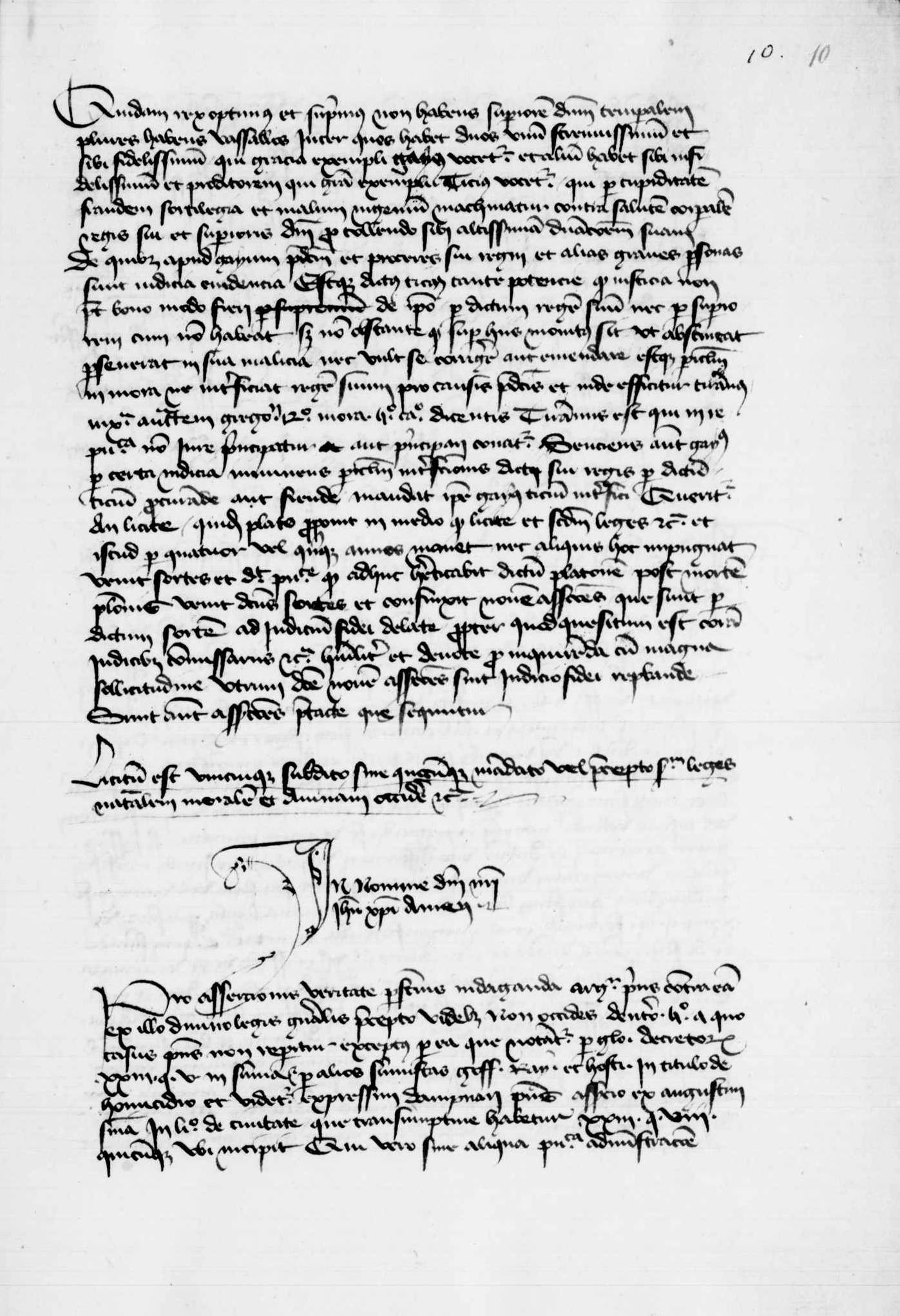
Consilium in causa novem assertionum Iohannis Parvi, manoscritto, XV secolo

Nacque nel 1367 a Piacenza, ma il luogo di nascita come anche quello degli studi sono incerti. Molto probabilmente frequentò l'Università di Padova dove conseguì il titolo di dottore in diritto civile e poi in diritto canonico.
Dopo la laurea soggiornò per almeno una decina di anni a Pavia mantenendo attivi i contatti con la sua città natale, dove tornò come lettore del Digesto e del Codice agli inizi del 1400. Numerose risultano essere le sue trasferte, prima a Siena poi a Padova, dove iniziò la sua carriera accademica e venne considerato uno dei maggiori esperti della sua materia.
Tra il 1414 e il 1415 era presente al Concilio di Costanza con altri colleghi padovani per fornire consulenza giuridica, oltre ad essere attivo nella difesa del pontefice, l'antipapa Giovanni XXIII, accusato di simonia.
Uno dei punti cardine delle sue teorie fu la possibilità di applicare il principio della consuetudine, purché fosse chiara e ben giustificata, anche se contraria al diritto comune.
La sua carriera professionale si intrecciò strettamente a quella del concittadino e amico Raffaele Raimondi.
Venne accusato di plagio insieme a Raimondi per aver fatto propri i pensieri e alcune opere del loro maestro Cristoforo Castiglione.
Nel 1420 riuscì a sfuggire alla peste allontanandosi da Padova, ma sette anni dopo se ne ammalò e morì. Venne sepolto nella Basilica di Sant'Antonio di Padova.

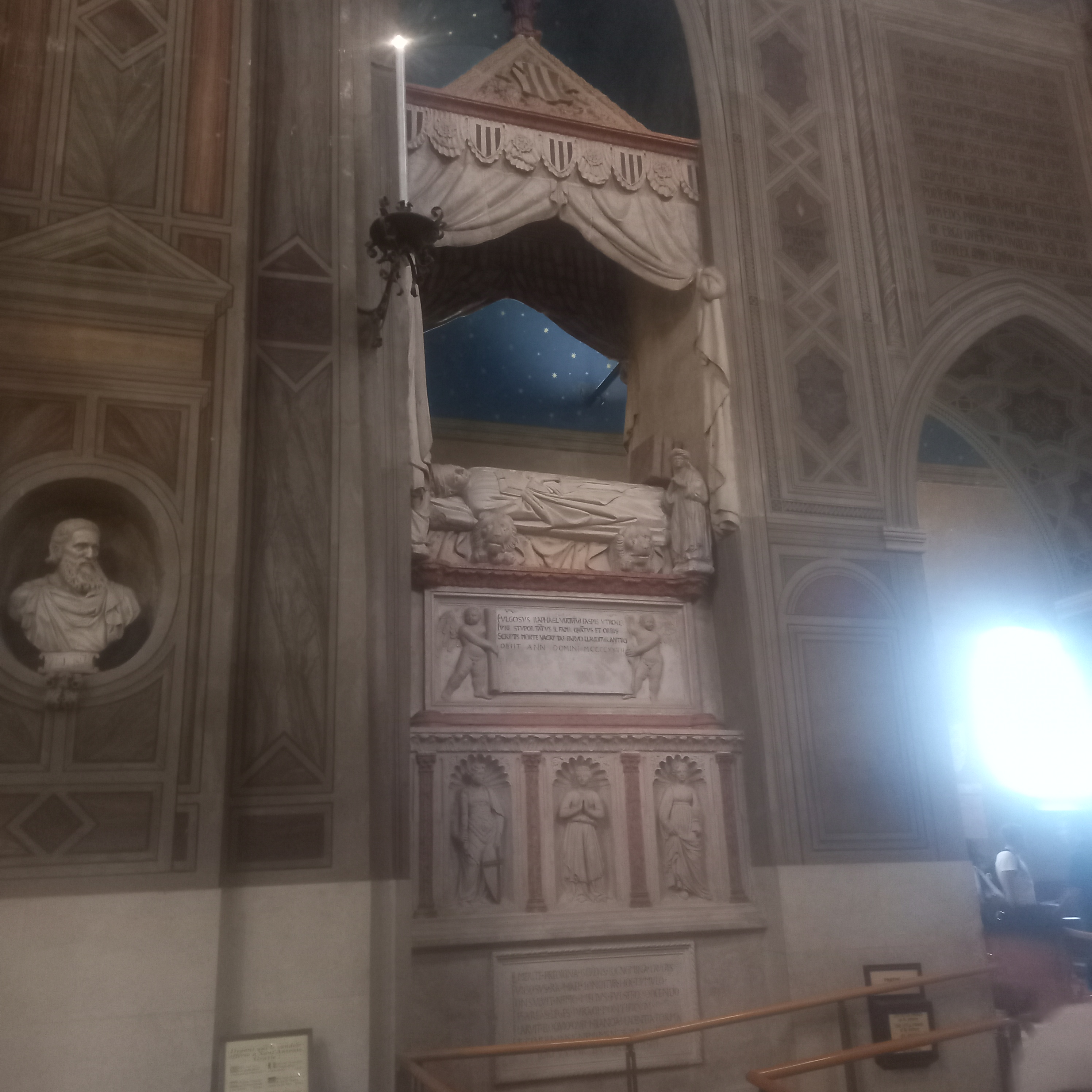
Tomba di Raffaele Fulgosio, Padova, Basilica di Sant'Antonio

## Opere
- (LA) Opera buleutica, Frankfurt am Main, Johann Bringer, 1613.
- Super secunda parte Digesti veteris.
- In Iustiniani Codicem commentarii, vol. 1.
- In Iustiniani Codicem commentarii, vol. 2.
- In Iustiniani Codicem commentarii, vol. 3.
- In primam Pandectarum partem commentarii, vol. 1.
- In primam Pandectarum partem commentarii, vol. 2.

### Manoscritti
- Consilium in causa novem assertionum Iohannis Parvi, XV secolo, Paris, Bibliothèque Nationale de France, Fonds latin, Lat. 1485 pars I,  ff. 10-23.